# Ruta Nacional 18 (Argentina)
La Ruta Nacional 18 es una carretera argentina asfaltada, que cruza la provincia de Entre Ríos de oeste a este. Comenzando en San Benito, a pocos km al este de Paraná, en el km 451 de la Ruta Nacional 12, termina 25 km al sudoeste de Concordia, en el km. 240 de la Ruta Nacional 14. Su recorrido es de 227 km. Se encuentra desde 2015 en proceso de transformación en autovía.

## Ciudades
Las ciudades y pueblos de más de 1500 habitantes a los que se accede mediante esta ruta de oeste a este son las siguientes:

### Provincia de Entre Ríos
Recorrido: 227 km (km 14 a 241).
- Departamento Paraná: accesos a San Benito, Colonia Avellaneda (km 14) y Viale (km 53).
- Departamento Villaguay: accesos a Villaguay (km 150) por ruta provincial 20 y Villa Clara (km 170).
- Departamento San Salvador: accesos a San Salvador(km 196, km 207 y km 217) y acceso a General Campos (km 217 y km 220).
- Departamento Concordia: no hay poblaciones.

## Peajes y servicios
Si bien la carretera está concesionada, no posee cabinas de peajes en todo su recorrido, pero apenas a 1 km de su intersección con la Ruta Nacional 14 hacia el norte, sobre esta última, se encuentra la cabina de peaje "Yeruá".
Existen estaciones de servicio en Viale (km 53), Las Tunas www.facebook.com/YPFLASTUNAS (km 80), Paso de La Laguna https://cincobocas.com.ar/ (km 137), Villaguay (km 150), Villa Clara (km 170), San Salvador (km 206) y General Campos (km 220).
Villaguay y San Salvador cuentan con estaciones de GNC.

## Historia
En el plan original de numeración de rutas nacionales del 3 de septiembre de 1935 la Ruta Nacional 18 se extendía entre Concordia y el Paso de los Piuquenes, entre la Provincia de San Juan y la vecina república de Chile, si bien el tramo más occidental fue el construido en 1927 que mediante un camino de cornisa unía la Ciudad de San Juan y Calingasta. El tramo al oeste de la última localidad nunca se construyó.
En 1943 la Dirección Nacional de Vialidad efectuó un cambio de numeración de las rutas nacionales, por el que la Ruta Nacional 18 se redujo a la Provincia de Entre Ríos, mientras que el resto se repartió entre la Ruta Nacional 19 (al este de la ciudad de Córdoba) y la Ruta Nacional 20 (al oeste de dicha ciudad).
En 2010 esta carretera se sumó al Corredor Vial 4 para la licitación, resultando ganadora la unión transitoria de empresas Carreteras Centrales de Argentina. Se hizo cargo de la misma el 22 de abril de ese año. Previamente esta ruta formaba parte de cuatro mallas del sistema de contratos de recuperación y mantenimiento (C.Re.Ma.).

## Gestión
El mantenimiento de esta carretera se realiza mediante Contratos de recuperación y mantenimiento y está dividida en tres tramos, denominados mallas: 502, 513A y 510, de oeste a este, para permitir su adjudicación a diferentes empresas. De esta manera el camino no posee cabinas de peaje.

## Recorrido
A continuación, se presenta un mapa esquemático que resume las principales intersecciones de esta ruta.
|  | CONTg |

|  | MWNODEr | STRq |

| WASSERq | WBRÜCKE1 | WASSERq |

| WASSERq | WBRÜCKE1 | WASSERq |

|  | STR |

| STRq | TEEeq |  |

|  | STR |

| WASSERq | WBRÜCKE1 | WASSERq |

| WASSERq | WBRÜCKE1 | WASSERq |

| WASSERq | WBRÜCKE1 | WASSERq |

| WASSERq | WBRÜCKE1 | WASSERq |

|  | STR |

| exSTRq | ABZgr+r |  |

|  | SKRZ-Go |

| STRq | KRZlr+lr | STRq |

|  | STR |

| WASSERq | WBRÜCKE1 | WASSERq |

|  | STR |

| WASSERq | WBRÜCKE1 | WASSERq |

| WASSERq | WBRÜCKE1 | WASSERq |

|  | STR |

| STRq | KRZlr+lr | STRq |

| WASSERq | hKRZWae | WASSERq |

|  | STR |

| STRq | MWNODEl |  |

| WASSERq | WBRÜCKE1 | WASSERq |

|  | STR |

| WASSERq | WBRÜCKE1 | WASSERq |

| exSTRq | TEEeq |  |

|  | STR |

| WASSERq | RMoW2 | WASSERq |

|  | RM |

| exSTRq | RMTEEeq |  |

| exSTRq | RMTEEeq |  |

|  | RM |

| STRq | MWNODEl |  |

|  | RM |

| WASSERq | RMoW2 | WASSERq |

| exSTRq | RMIdo | exSTRq |

| exlDAMPF |  | RGuq + RM |  |  |

|  | RMTEEaq | STRq |

|  | RM |

| RMCONTgq | RMItu3e | RMCONTfq |

## Transformación en autovía
En los últimos días de junio del año 2008, la presidenta de la Nación Cristina Fernández de Kirchner y el gobernador de la provincia Sergio Daniel Urribarri, suscriben el Acta de Reparación Histórica en Infraestructura para Entre Ríos. Conformada por más de 115 obras, extraídas del plan estratégico de infraestructura, representa una inversión superior a los 3200 millones de pesos.
La puesta en marcha del proyecto de transformación en autovía de la ruta nacional N° 18 constituye un esfuerzo compartido entre Nación y Provincia, junto con el inicio de los estudios de preinversión del futuro enlace físico sobre el río Paraná del área metropolitana de Paraná y Santa Fe, para consolidar y fortalecer el corredor bioceánico central de la República Argentina.
En la zona de puentes se propone el ensanche de las estructuras existentes o construcción de nuevos puentes en una longitud de más de 1500 metros, de los cuales la gran mayoría corresponde a un ancho promedio de entre 8 m y 9,00m a nuevos puentes de 17metros de ancho. Se ha previsto el ensanche de las alcantarillas existentes en una longitud total superior a los 2.000 metros, de los cuales la mitad está prevista como ensanche centrado en un ancho faltante de 12,00m en promedio y las restantes hacia uno de los lados en promedio de ancho a construir de 9,00m.
Se diseñaron los distintos cruces con las rutas existentes, a través de distribuidores e intercambiadores tipo: trébol, diamante, cruce sobre nivel y rotondas de distintas proporciones.
En los accesos a Viale y Villaguay se han previsto soluciones en alto nivel, así como en las vía férrea troncal. En tanto que las intersecciones a nivel resuelven los cruces con las rutas provinciales N.º 32, en el departamento Paraná a escasos kilómetros de Viale, con la N.º 6 que cruza la provincia de norte a sur en la región central, con la N.º 20 coincidente con el acceso a Villaguay, con N° 23 a la altura de San Salvador y con la N° 37 en el acceso a General Campos. Las otras intersecciones tipo rotonda permiten la accesibilidad con la red de caminos secundarios y vecinales. En todos los encuentros principales se ha previsto la inclusión de calles colectores, dársenas y apeaderos para el transporte público de pasajeros, alumbrado público y señalización horizontal y vertical.
Para evitar el atravesamiento de la ciudad de San Salvador, se diseñó un trazado circunvalar periférico con nodos de accesibilidad en ambos extremos y la reconversión en bulevar urbano de la traza actual.
En términos generales la autovía contempla, control parcial de accesos, colectoras en áreas estratégicas, diseño paisajístico, paradores para el transporte, áreas de servicio, portales de acceso a las localidades aledañas y retornos cada 5 km en promedio.
La obra será financiada en su totalidad con recursos de la Dirección Nacional de Vialidad. Estará dividida en 4 tramos y su plazo de ejecución será de 3 años.
se construyeron un total de 343 kilómetros de doble calzada, en cinco tramos diferentes, cuatro de ellos divididos a su vez en dos secciones, sumando una inversión que supera los 3.000 millones de pesos. En Corrientes se ejecutaron otros 153 kilómetros.
actualmente se encuentra habilitado el tramo entre  Ruta Nacional 14 y Villaguay